# Ophiactis dispar
Ophiactis dispar är en ormstjärneart som beskrevs av Addison Emery Verrill 1899. Ophiactis dispar ingår i släktet Ophiactis och familjen bandormstjärnor. Inga underarter finns listade i Catalogue of Life.